# USS North Carolina (BB-55)
El USS North Carolina (BB-55), fue un acorazado de la clase North Carolina de la Armada de los Estados Unidos, líder de su clase y el cuarto buque en ser nombrado en honor del estado de Carolina del Norte. Fue el primer acorazado estadounidense de nueva construcción 13 años después de la finalización del USS West Virginia en 1923. Entró en servicio durante la Segunda Guerra Mundial y participó en todas las ofensivas navales importantes en el Teatro del Pacífico, para convertirse en el acorazado estadounidense más condecorado en la Segunda Guerra Mundial, acumulando 15 estrellas de combate.
Actualmente el USS North Carolina es ahora un buque museo y memorial, se conserva en el puerto de Wilmington, Carolina del Norte.

## Construcción

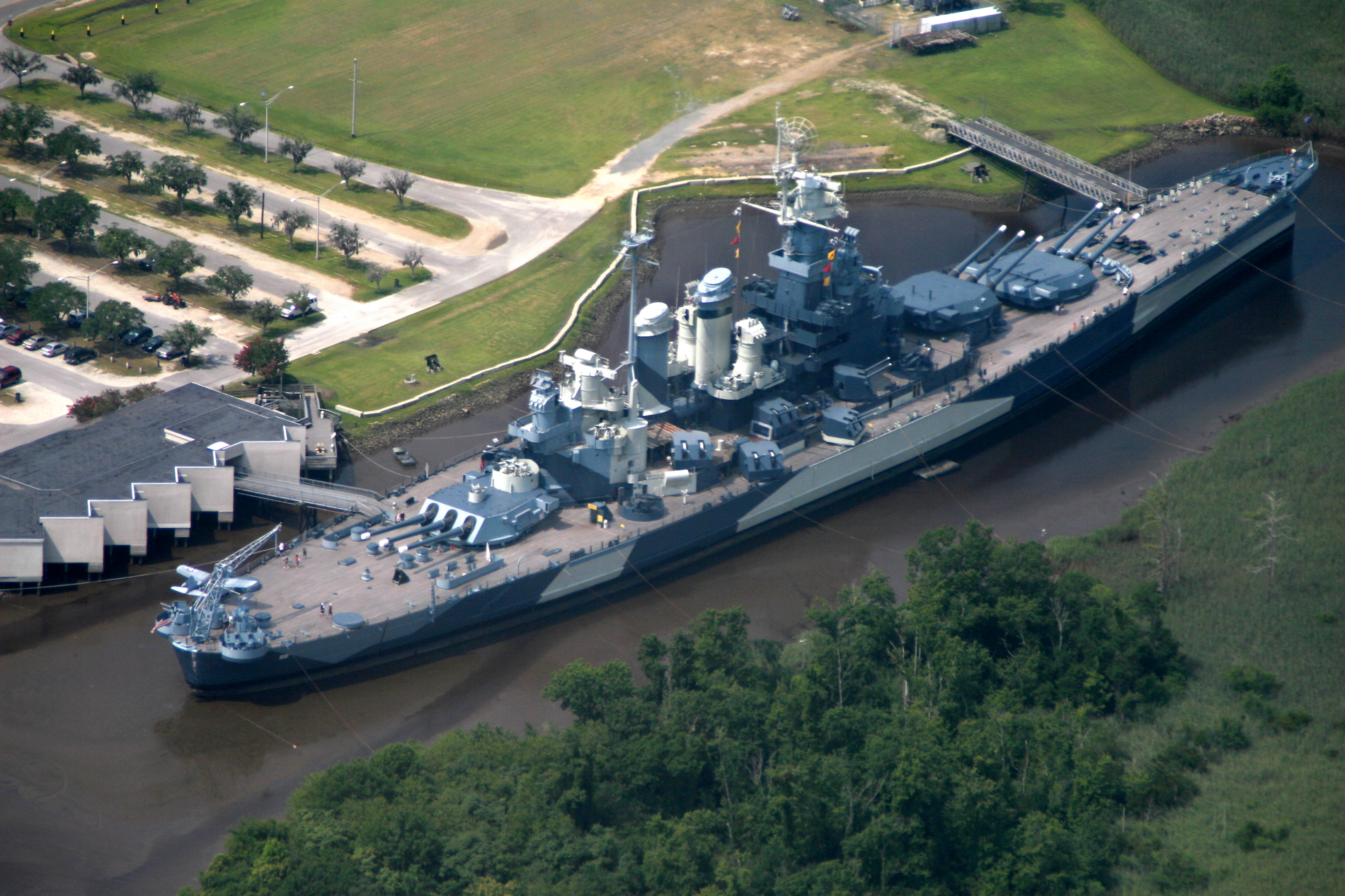
El USS North Carolina conservado como buque museo en el año 2006.

El North Carolina fue puesto en grada el 27 de octubre de 1937 en el astillero naval de Nueva York y botado el 13 de junio de 1940, amadrinado por la joven hija de Clyde R. Hoey, el gobernador de Carolina del Norte. Este acorazado fue asignado en la ciudad de Nueva York el 9 de abril de 1941, con el capitán Olaf M. Hustvedt al mando. Fue el primer acorazado rápido fuertemente armado de la Armada de los Estados Unidos en entrar en servicio, armado con una potente batería principal de nueve cañones de 406 mm. El North Carolina recibió tanta atención durante su finalización y pruebas de mar que se ganó el apodo perdurable de "Showboat".
Fue el primer nuevo diseño de acorazado estadounidense en construirse en dos décadas. El North Carolina fue construido utilizando la última tecnología en la construcción naval. Limitado a un desplazamiento estándar de 36 000 t, tanto por el tratado naval de Washington como por el tratado naval de Londres, una manga de menos de 34 m por la anchura de las esclusas del Canal de Panamá, y un calado de no más de 12 m para permitir al acorazado utilizar tantos amarraderos y astilleros como fuera posible, fue un auténtico reto en su fase de diseño.
Para ahorrar peso, el North Carolina fue construido con la nueva técnica de construcción soldada. La disposición de sus máquinas era inusual, en la que había cuatro espacios principales, cada uno con dos calderas y una turbina de vapor conectados a cada uno de los cuatro ejes de la hélice. Esta disposición sirvió para reducir el número de aperturas en los mamparos y para conservar el espacio protegido por el blindaje. La larga cubierta corrida del North Carolina y su estructura racionalizada lo hizo mucho más elegante que los acorazados anteriores. Su gran torre de proa, chimeneas altas y despejadas, y una superestructura y casco limpios fueron una clara ruptura del puente elaborado, mástiles trípodes pesados y baterías secundarias acasamatadas que caracterizaron a sus predecesores. El North Carolina fue uno de los 14 buques en recibir los primeros radares RCA CXAM-1.